# Vielsalm
Vielsalm är en kommun i Belgien.   Den ligger i provinsen Luxemburg och regionen Vallonien, i den sydöstra delen av landet, 130 km sydost om huvudstaden Bryssel. Antalet invånare är 7 575.
I omgivningarna runt Vielsalm växer i huvudsak blandskog. Runt Vielsalm är det ganska glesbefolkat, med 28 invånare per kvadratkilometer. Kustklimat råder i trakten. Årsmedeltemperaturen i trakten är 6 °C. Den varmaste månaden är augusti, då medeltemperaturen är 16 °C, och den kallaste är januari, med −4 °C.